# علي ياسين
علي ياسين ياس (مواليد 9 أغسطس 1993 في كربلاء، العراق) لاعب كرة قدم عراقي يجيد اللعب في مركز حارس مرمى مع منتخب العراق ونادي نفط الجنوب.

## روابط خارجية
- علي ياسين على موقع قاعدة بيانات كرة القدم.إي يو (الإنجليزية)
- علي ياسين على موقع Soccerway.com (الإنجليزية)